# Les Désastres de la guerre
Pour les articles homonymes, voir Les Désastres de la guerre (homonymie).
Les Désastres de la guerre (en espagnol : Los Desastres de la Guerra) est une série de quatre-vingt-deux gravures réalisées entre 1810 et 1815 par le peintre et graveur espagnol Francisco de Goya (1746–1828).
Bien que les intentions du peintre ne soient pas connues avec certitude, les historiens de l'art considèrent ces œuvres comme une protestation contre la violence du soulèvement du Dos de Mayo, de la guerre d'indépendance espagnole (1808–1814) et de la Restauration bourbonienne qui s'ensuivit en 1814.
Les dessins préparatoires, qui étaient restés avec les planches à la Quinta del Sordo, après le départ de Goya pour Bordeaux en 1824, sont conservés en leur totalité au musée du Prado depuis 1886, provenant de la collection de Valentín Carderera, qui les avait achetés entre 1854 et 1861 à Mariano Goya, petit-fils du peintre. Sauf quelques exceptions, ils sont réalisés à la sanguine, ce crayon caractéristique de couleur rouge employé par Goya dans les dessins préparatoires de beaucoup de ses Caprices et qu'il utilisera également peu de temps après dans les dessins préparatoires de la Tauromachie (1816). Réalisés sur une grande variété de papiers, preuve de la rareté durant les années de la guerre, les dessins sont très proches de la composition définitive. Il y aura à peine quelques corrections au moment de leur transposition sur le cuivre. Cependant il est possible de dénoter une tendance à opter pour une plus grande expressivité des visages, beaucoup plus dramatiques dans les estampes, ainsi qu'à supprimer dans ces dernières les références spatiales et les personnages secondaires, qui auraient pu disperser l'attention des spectateurs.
Les gravures sont également restées à la Quinta del Sordo après le départ de Goya pour Bordeaux. À sa mort, elles sont devenues la propriété de son fils Javier, qui les a conservées dans des caisses jusqu'à son décès en 1854. Après diverses vicissitudes, la Real Academia de San Fernando a acquis en 1862 quatre-vingt cuivres, qu'elle a édités pour la première fois en 1863 sous le titre de « Los desastres de la guerra ». En 1870, elle a acquis les deux dernières gravures, qui aujourd'hui, ainsi que les quatre-vingt déjà citées, sont conservées à la chalcographie nationale de Madrid.
Bien que Goya ne les ait pas éditées de son vivant, nous possédons un exemplaire complet relié : celui qu'il a offert à son ami Juan Agustín Ceán Bermúdez et qui est aujourd'hui conservé au British Museum. Sur la première page manuscrite apparaît un titre éloquent sur les intentions de Goya : Fatales consequencias de la sangrienta guerra en España con Buonaparte. Y otros caprichos enfáticos, en 82 estampas. Inventadas, dibuxadas y grabadas, por el pintor original D. Francisco de Goya y Lucientes. En Madrid (« Les conséquences dramatiques de la sanglante guerre menée en Espagne avec Bonaparte. Et autres caprices emphatiques, en 82 estampes. Inventées, dessinées et gravées, par l'auteur et peintre D. Francisco de Goya y Lucientes. À Madrid »).

## Contexte historique et datation

### Contexte historique
Napoléon Ier se déclare Premier consul de la République française en 1799 et est couronné empereur en 1804. Comme l'Espagne contrôle l'accès à la mer Méditerranée, les Français en font un enjeu stratégique. Or, considéré internationalement comme inefficace, le souverain espagnol Charles IV est menacé par son fils et héritier, le pro-Britannique prince des Asturies Ferdinand de Bourbon. Napoléon profite de la position affaiblie de Charles IV et lui propose de conquérir le Portugal, qu'ils partageraient entre la France, l'Espagne et une future principauté de l'Algarve qui serait dévolue à Manuel Godoy, alors Premier ministre espagnol. Appâté, ce dernier accepte sans comprendre que l'invasion du Portugal constitue en fait une stratégie pour s'emparer du pouvoir en Espagne.

Dans le Dos de mayo et le Tres de mayo (ci-dessus), Goya cherche à remémorer la résistance espagnole aux armées napoléoniennes lors du soulèvement du Dos de Mayo. Les deux ont été réalisées en 1814, après le conflit, tandis que la série des Désastres de la guerre était encore en cours.

Sous le prétexte de renforcer les armées espagnoles, 23 000 soldats français entrent dans le pays sans rencontrer d'opposition en novembre 1807. Même après que leurs intentions deviennent claires en février 1808, les forces d'occupations font face à très peu de résistance, mis à part quelques actions isolées. En mars, le soulèvement d'Aranjuez, impulsé par le prince Ferdinand et ses suiveurs, aboutit à la capture de Godoy et à l'abdication de Charles IV ; le 19 mars 1808, son fils devient alors roi, sous le nom de Ferdinand VII. Ce dernier cherche la protection des Français, mais Napoléon et le commandant de l'Armée d'Espagne, le maréchal d'Empire Joachim Murat, pensent que l'Espagne gagnerait plutôt à avoir un chef d'État plus progressiste et compétent qu'un issu des Bourbons. Ils décident ainsi d'installer le frère de l'empereur, Joseph Bonaparte, comme roi. Pour régler leurs différends, Charles IV et Ferdinand VII sollicitent Napoléon, qui, sous prétexte de médiation, les convoque en France, à Bayonne, et les force à abandonner leurs droits à la succession au profit de Joseph.

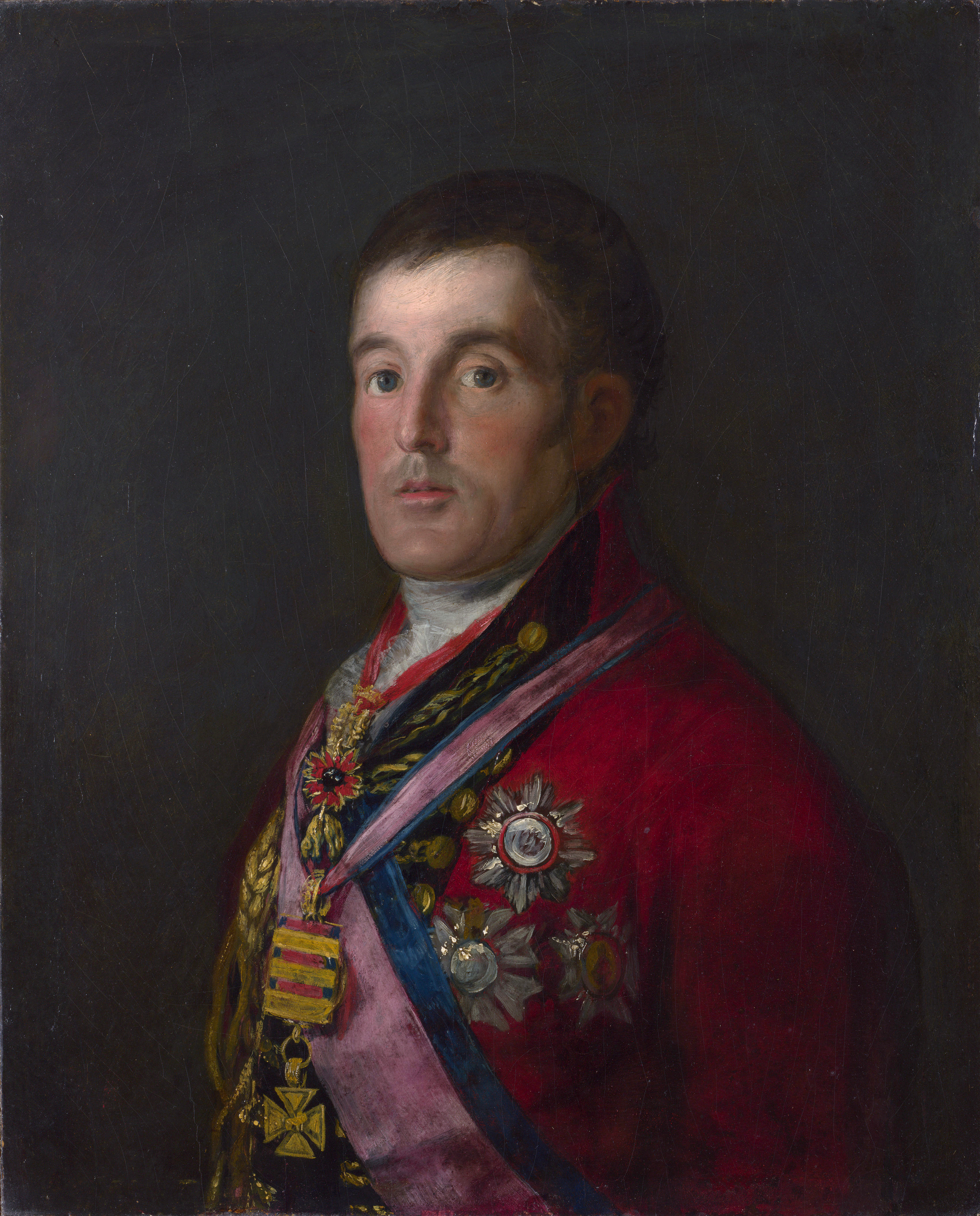
Portrait du duc de Wellington (1812-1814, par Goya). Pendant la guerre d'indépendance espagnole, les Britanniques, avec à leur tête Arthur Wellesley, duc de Wellington, mènent une guerre par procuration contre les maréchaux de Napoléon et la Grande Armée.

L'Espagne est alors en butte à l'affrontement simultané entre plusieurs visions politiques : résistance à l'envahisseur français contre Afrancesados partisans des français ; lutte intestine entre les partisans d'un retour au pouvoir d'une classe dirigeante à visée autocratique et les tenants d'une modernisation libérale. Cette dernière division s'est nettement intensifiée car elle préexistait à l'invasion française.
Dans ce contexte, plusieurs des amis de Goya, dont les poètes Juan Meléndez Valdés et Leandro Fernández de Moratín, sont ouvertement afrancesados et soutiennent Bonaparte. De son côté, le peintre conserve son poste de peintre de la cour, pour lequel un serment de loyauté à Joseph Bonaparte est nécessaire. Or Goya a un rejet inné de l'autorité et il est le témoin direct de l’assujettissement de ses compatriotes par les troupes françaises. En effet, alors qu'il vit à Madrid, le général Palafox, opposé aux français, l'envoie, du 2 au 8 octobre 1808 à Saragosse pour rendre en peinture les événements du Siège de la ville. Il témoigne de scènes de guerre dans les tableaux Fabrication de la poudre dans la Sierra de Tardienta et Fabrication de balles dans la Sierra de Tardienta (déclarés patrimoines nationaux d'Espagne), réalisés à la même époque que les Désastres de la guerre. Comme d'autres libéraux espagnols, Goya se retrouve donc en position délicate : ayant soutenu les objectifs initiaux de la Révolution française, il espère la fin de la féodalité, remplacée par un système politique plus démocratique mais il est dans le même temps choqué par les conséquences de l'invasion française.

### Datation et historiographie
Il peint peu durant ces années, mis à part des portraits qui lui sont commandés par les deux camps, comme celui, allégorique, de Joseph Bonaparte en 1810, celui du duc de Wellington entre 1812 et 1814 ou de généraux français et espagnols. Parallèlement, Goya travaille sur des dessins préparatoires (conservés au musée du Prado) et qui deviennent par la suite la base des Désastres de la guerre. Les gravures comportent peu de modifications par rapport aux dessins : certains éléments anecdotiques disparaissent et les aspects conventionnels de la mort héroïque sont rejetés pour obtenir une meilleure composition qui soit commune à toute la série.
Selon l'historien de l'art espagnol Enrique Lafuente Ferrari, ce sont les événements de Saragosse auxquels Goya a assisté qui le poussent à se lancer dans cette production : quand le général Palafox lui demande d'aller sur place pour « étudier les ruines de la ville et dépeindre les glorieux actes de son peuple », son attachement à la ville le conduit à accepter. Or, peintre de cour, il est très au fait des événements politiques et en propose une bonne analyse. De fait, cette observation initiale laisse place à une meilleure compréhension de ce qu'il se passe en réalité. Il cherche alors à diffuser ses images et ses appréciations au plus grand nombre et se rend compte que des estampes constituent le meilleur moyen de le faire.
Il commence probablement à les graver en 1810, cette année étant la plus ancienne à apparaître sur les estampes. Eleanor Sayre met en avant cette théorie d'après la date sur plusieurs estampes dans The Changing Image en 1975, que reprennent Pierre Gassier et Juliet Wilson Bareau dans leur catalogue raisonné puis dans le catalogue d'exposition Goya and the Spirit of Enlightment (1989). Tous deux mettent d'ailleurs également en avant la structure de deux groupes d'estampes : les 64 premières estampes — dites « Conséquences fatales de la guerre », gravées pendant la guerre, entre 1810 et 1814 — et le deuxième, jusqu'à la no 82, appelé les « Caprices emphatiques », datés d'entre 1820 et 1824.
En analysant la qualité du papier et des planches utilisées, Jesusa Vega estime que l'année à laquelle les estampes ont été achevées est 1815 : en effet, la qualité de ces supports étant très mauvaise — au contraire des autres séries telles que les Disparates (1815-1823) et La tauromaquia (1815-1816) —, elle fait le lien avec l'époque à laquelle Goya a eu des difficultés pour trouver du matériel de qualité et des techniques de gravures de meilleure qualité,. Ainsi, les Désastres de la guerre ont été exécutés entre 1808-1810 et 1815. Selon Nigel Glendinning, elles n'ont pas été publiées ces années-là à cause des critiques féroces des dernières estampes vis-à-vis du régime absolutiste espagnol. Jesusa Vega rappelle qu'avec l'acceptation par Ferdinand VII de la Constitution Libérale (Trieno Liberal), Goya n'avait plus besoin d'user d'allégories, la censure étant beaucoup moins féroce et permettant à plusieurs artistes de publier des caricatures très explicites, ce qui permet selon elle de rejeter la date de résolution des Caprichos enfáticos à aussi loin que 1820-1823. Elle suggère que la série dans sa totalité correspond aux événements courant du soulèvement populaire de mai 1808 aux premiers pronunciamientos, en 1814 ; l'interprétation de la dernière partie permet de justifier le fait que Goya n'ait pas voulu la publier : ses plus féroces critiques concernent les événements ayant eu lieu autour du retour de Ferdinand VII de son exil (1813-1815) ; or la censure et la répression vis-à-vis des libéraux étaient à cette époque au plus haut. À cela ajouter la constatation que finalement bien peu de gens auraient pu déchiffrer les allégories présentées dans ses œuvres.
Les plaques finales sont le témoignage de ce qu'il a décrit comme el desmembramiento d'España (« le démembrement de l'Espagne »).

## Les estampes

### Thèmes et structure
Les historiens de l'art s'accordent généralement pour diviser Les Désastres de la guerre en trois groupes thématiques : la guerre, la famine et les allégories politiques et culturelles. Cette séquence reflète l'ordre de création des gravures. Peu de plaques ou dessins sont datés. Néanmoins, leur chronologie a pu être établie en identifiant les incidents spécifiques que décrivent les estampes et les différents ensembles de plaques utilisés, qui permettent d'identifier des groupes séquencés de production.
De manière générale, la numérotation de Goya suit cette manière de faire, mais il y a plusieurs exceptions : ainsi, l'estampe numéro 1 fait partie des dernières à avoir été achevées, et ce, après la fin de la guerre.
Dans les premières estampes du groupe sur la guerre, Goya semble prendre parti pour les partisans espagnols qui luttent contre l'occupant français : l'image de patriotes faisant face à des envahisseurs anonymes, massifs et porteurs d'une cruauté féroce est ainsi caractéristique. Néanmoins, au fur et à mesure que la série progresse, la distinction entre Espagnols et Français devient ambiguë. Il devient alors difficile de dire à quel camp appartiennent les cadavres aux corps et aux visages difformes. Les titres sont également porteurs de sens, qui remettent en question les intentions des ennemis, comme dans Con razon ó sin ella (« Avec ou sans raison », « Légitimement ou pas », etc.). De fait, le critique d'art Philip Shaw note que l’ambiguïté est toujours présente dans le dernier groupe d'estampes et ajoute qu'il n'y a pas de distinction entre « les défenseurs héroïques de la patrie et les sympathisants barbares de l'Ancien régime ».
La représentation des conséquences de la guerre est donc tout à fait explicite dans cette série. Rendre compte des laideurs de la vie est un thème courant dans la peinture espagnole, telle la représentation de nains de Diego Velázquez ; elle se poursuivra plus tard avec Pablo Picasso et son tableau Guernica en 1937. La biographe Margherita Abbruzzese estime que, dans les Désastres de la guerre, Goya impose que la vérité « soit vue [...] et montrée aux autres ; même à ceux qui n'ont aucune envie de la voir [...] Et les yeux de l'aveugle d'esprit ne se pose que sur la surface des choses, ces aspects extérieurs devant alors être tordus et déformés jusqu'à ce qu'ils crient ce qu'ils ont à dire. » Plus largement, la série s'inscrit dans une tradition artistique européenne de représentation de la guerre et de questionnement sur les conséquences d'un conflit sur les populations, et dont Goya a connaissance notamment au travers d'estampes. Cette tradition se manifeste particulièrement aux Pays-Bas, avec des représentations de la guerre de Quatre-Vingts Ans ou en Allemagne au XVIe siècle, avec des artistes comme Hans Baldung. Bien plus, on pense que Goya possède une copie des Grandes Misères de la guerre créées par Jacques Callot en 1633 : or cet ensemble de dix-huit gravures à l'eau-forte rend compte des ravages causés par l'armée de Louis XIII en Lorraine pendant la guerre de Trente Ans.

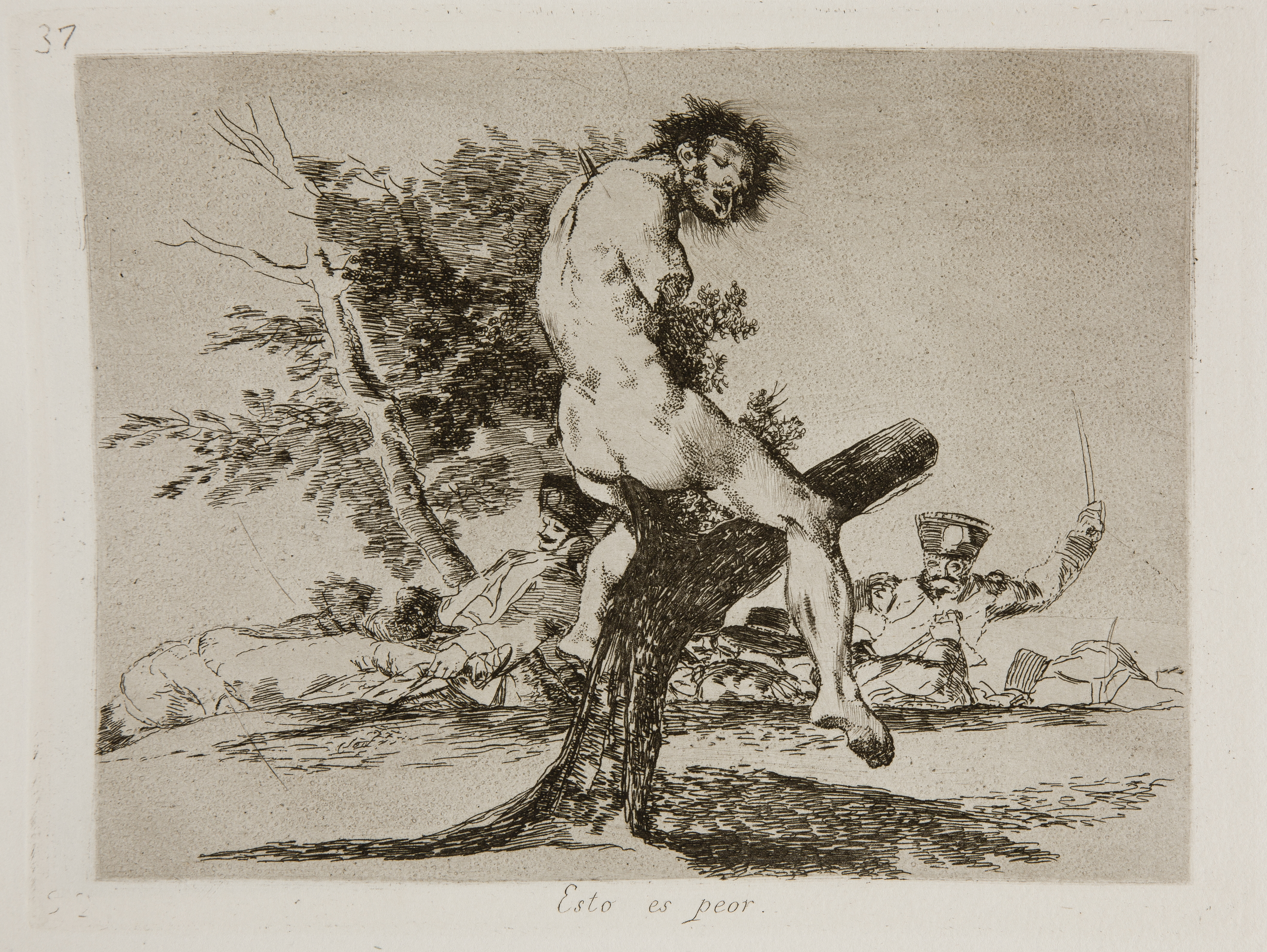
Estampe no 37 : Esto es peor (« Ça, c'est pire »).

Un exemple tout à fait caractéristique de cette représentation des barbaries de la guerre est apporté par l'homme mort dans l'estampe no 37 dont le titre est Esto es peor (« Ça, c'est pire ») : l'œuvre présente le corps mutilé d'un soldat espagnol empalé sur un arbre, entouré de cadavres de soldats français. Cette estampe est inspirée pour partie du Torse du Belvédère, reste d'une statue hellénistique attribuée à Apollonios d'Athènes dont seuls le torse et les cuisses nous sont parvenus. Goya en avait fait l'étude au lavis noir lors de sa visite à Rome à la fin des années 1760. Cette estampe reprend les motifs classiques de représentation de la guerre mais en amplifie la noirceur grâce à des choix de composition comme cette la branche sur laquelle le corps est empalé, la torsion extrême du cou du personnage ou le fait qu'il soit situé au premier plan. De même, Goya choisit de représenter l'homme nu : dans cette Espagne du XIXe siècle où l'Inquisition agit encore, ce choix constitue une véritable transgression. Finalement, la puissance d'évocation de cette estampe est telle que, selon le critique d'art Robert Hughes, les figures de cette image « nous rappellent que si elles avaient été faites en marbre et que le travail de destruction avait été fait par le temps plutôt que par l'épée, les néoclassiques tels que Mengs auraient été en extase devant leur esthétique. »

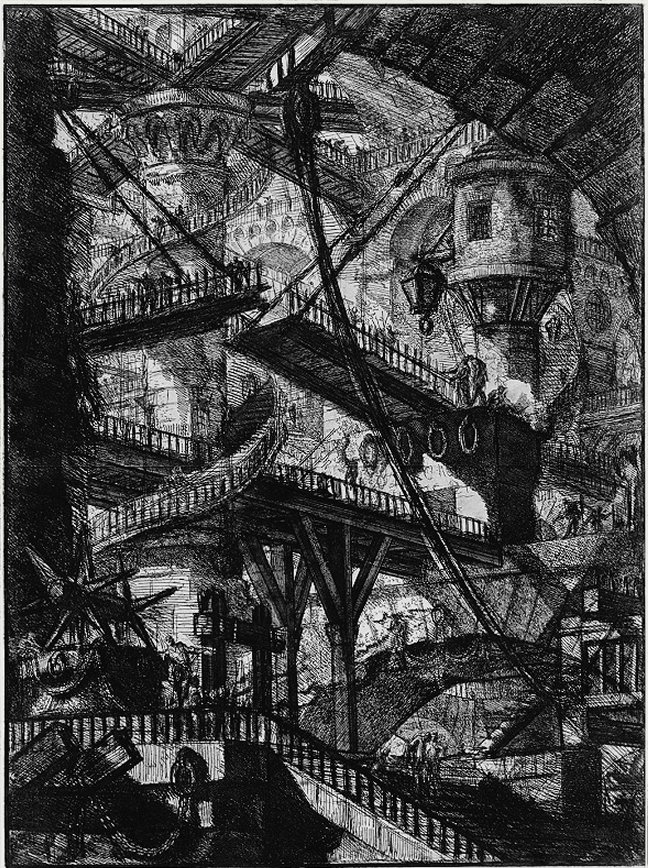
Planche no VII des Prisons imaginaires du Piranèse, dite « Le Pont-levis ».

Toujours en ce qui concerne les motifs utilisés, l'écrivain britannique Aldous Huxley observe en 1947 dans Goya's etchings que les estampes utilisent de façon récurrente certains thèmes picturaux comme décors. En premier lieu, elles laissent voir des porches voûtés sombres, « plus sinistres même que ceux des Prisons imaginaires du Piranèse ». Par ailleurs, apparaissent souvent des carrefours dont la destination est de montrer la cruauté des disparités entre les classes. Enfin, elles sont souvent mises en scène sur des collines en silhouette ; dans ce cas, leur sommet porte les morts, qu'ils soient seuls avec un arbre servant de potence ou qu'ils gisent en un tas de corps démembrés. De fait, l'auteur conclut que « c'est ainsi que le compte-rendu procède, l'horreur suivant l'horreur, jamais soulagé par les splendeurs que d'autres peintres avaient été capables de découvrir dans la guerre ; car, et de façon très significative, Goya n'illustre jamais un engagement, ne nous montre jamais de masses impressionnantes de soldats marchant en colonne ou déployés en ordre de bataille [...] Tout ce qu'il montre sont les désastres et les misères, sans rien de la gloire ni même de pittoresque. »
Goya abandonne la couleur dans cette série ; il considère en effet que la lumière, l'ombre et les nuances produisent une expression plus crue de la réalité. Il écrit : « Dans l'art, il n'y a pas besoin de la couleur. Donnez-moi un crayon et je vais peindre votre portrait. » Ici, selon l'historienne de l'art Anne Hollander, la ligne n'a pas simplement pour objet de délimiter les formes mais aussi de « donner vie aux formes d’un coup de griffe puis les faire voler en éclat, comme un œil plissé, à moitié aveugle pourrait les appréhender, pour créer les débris visuels distordant qui vibrent à la frange des choses vues dans une précipitation désespérée [...] Ce genre de lucidité « graphique » peut être plutôt acéré lorsqu’il est plutôt fragmenté. » Le travail de Goya est fait d'immédiateté, d'urgence, ce qui correspond à un besoin de faire apparaître le côté primitif de la nature humaine. Il n'était pas le premier à travailler de cette manière : Rembrandt a lui aussi cherché à être aussi direct, mais il ne disposait pas de l'aquatinte. William Blake et Henry Fuseli, contemporains de Goya, produisent des œuvres au contenu fantastique similaire, mais, ainsi que Hollander le décrit, ont transformé cet impact perturbateur en « linéarité exquisément appliquée [...] la logeant fermement dans les citadelles sûres de la beauté et du rythme. »
Entre 1778 et 1782, Goya avait réalisé des copies d'œuvres de Velázquez afin de s'approprier les techniques de gravure. Puis il avait produit une première série importante d'estampes réalisée entre 1797 et 1799, Los caprichos, et qui en comprend quatre-vingt. Son but était alors de documenter « les innombrables manies et folies que l'on pouvait trouver dans la société civilisée, et [...] les préjugés communs et les pratiques sournoises que les mœurs, l'ignorance ou l'égoïsme avaient rendus habituels. » Cette série avait été mise en vente en 1799, mais avait rapidement été retirée à la suite des menaces exprimées par l'Inquisition espagnole. Malgré cette déconvenue commerciale, qui le fit s'éloigner de la gravure un temps, Goya, motivé par la réalisation d'une série non motivée par une commande, entreprend la réalisation de sa deuxième série importante que constituent Les Désastres de la guerre. Dans les deux premiers groupes d'estampes (la guerre et la famine), Goya part de l'approche imaginative et synthétique des Caprichos pour dépeindre de façon réaliste des scènes de lutte entre la vie et la mort en temps de guerre. Dans le dernier groupe (les allégories politiques et culturelles), le sens du fantastique des Caprichos réapparaît — d'où cette appellation de Caprichos enfáticos.
Alors qu'il fait une pause dans sa réalisation des Désastres de la guerre, Goya produit La tauromaquia entre 1815 et 1816, une série de trente-trois scènes de tauromachie. Cette série n'a pas de portée politique et est publiée fin 1816 dans une édition de trois cent vingt estampes (qu'il vend par unité ou par ensemble). Néanmoins, elle ne rencontre pas de succès critique ni commercial. Plus tard, lors de son exil en France, Goya complète un ensemble de quatre lithographies plus grandes, Les Taureaux de Bordeaux. Sa dernière série majeure est les Disparates (aussi connue comme les « folies », les « proverbes » ou les « rêves »), qui est constituée de vingt-deux grandes plaques et d'au moins cinq dessins qui n'ont finalement jamais été gravés : en effet, Goya l'avait laissée derrière lui et inachevée, à Madrid, lorsqu'il est parti en France en 1823. On sait qu'une plaque a été réalisée en 1816, mais on en sait peu sur la chronologie des œuvres de cette série ou sur les intentions de Goya.
Goya a travaillé sur Les Désastres de la guerre pendant une période où il produisait des images plus pour sa propre satisfaction que pour son public contemporain. Bien qu'il ait été témoin de beaucoup de scènes, les images réalisées dans ces estampes sont plus le fruit de son imagination que la représentation exacte de faits historiques. Plusieurs des plaques réalisées vers la fin de la série contiennent des motifs fantastiques qui peuvent être vus comme un retour vers l'imaginaire des Caprices. En cela, il se repose sur des clés visuelles tirées de sa vie personnelle.

#### La guerre
| |
| Estampe no 9 : No quieren (« Elles ne veulent pas »). Une vieille femme brandit un couteau pour défendre une jeune femme qui se fait agresser par un soldat |

| Trois soldats agressent sexuellement deux femmes se débattant sur le sol aride. Un cadavre gît tout près.             |
| Estampe no 10 : Tampoco (« Ne fais pas ça non plus »). Les femmes espagnoles étaient souvent victimes d'abus sexuels. |

| Un prisonnier qui a les yeux bandés est attaché à un piquet, sur le point d'être abattu par un groupe de soldats armés qui le tiennent en joue. Un cadavre gît tout près. Au loin, plusieurs prisonniers sont dans la même situation que lui. |
| Estampe no 15 : Y no hay remedio (« On ne peut plus rien y faire »). Des prisonniers sont exécutés par des soldats ; réminiscence du Tres de mayo.                                                                                            |

| Un sommet de colline recouvert de cadavres nus. Deux personnes observent la scène en se couvrant la bouche et le nez.                                                  |
| Estampe no 18 : Enterrar y callar (« Enterrer et se taire »). Les atrocités, la famine et la dégradation humaine décrites comme une « prodigieuse floraison de rage ». |

Les plaques 1 à 47 sont principalement des représentations des horreurs de la guerre contre les Français. La plupart font le portrait des conséquences de la bataille ; elles incluent des torses mutilés et des membres montés sur des arbres comme des « fragments d'une sculpture en marbre ». Aussi bien les troupes françaises qu'espagnoles ont torturé et mutilé des prisonniers ; les preuves de ces agissements sont minutieusement détaillées sur bon nombre des estampes. La mort des civils est aussi capturée en détail : les femmes espagnoles étaient souvent victimes d'agressions et de viol ; des civils suivaient souvent les armées jusqu'aux lieux de bataille : si leur côté gagnait, les femmes et les enfants fouillent les champs de bataille à la recherche des hommes de la famille ; s'ils perdaient, ils fuyaient de peur d'être violés ou assassinés. Dans l'estampe no 9 No quieren (Elles ne veulent pas), une vieille femme défend une jeune sur le point d'être violée par un soldat.

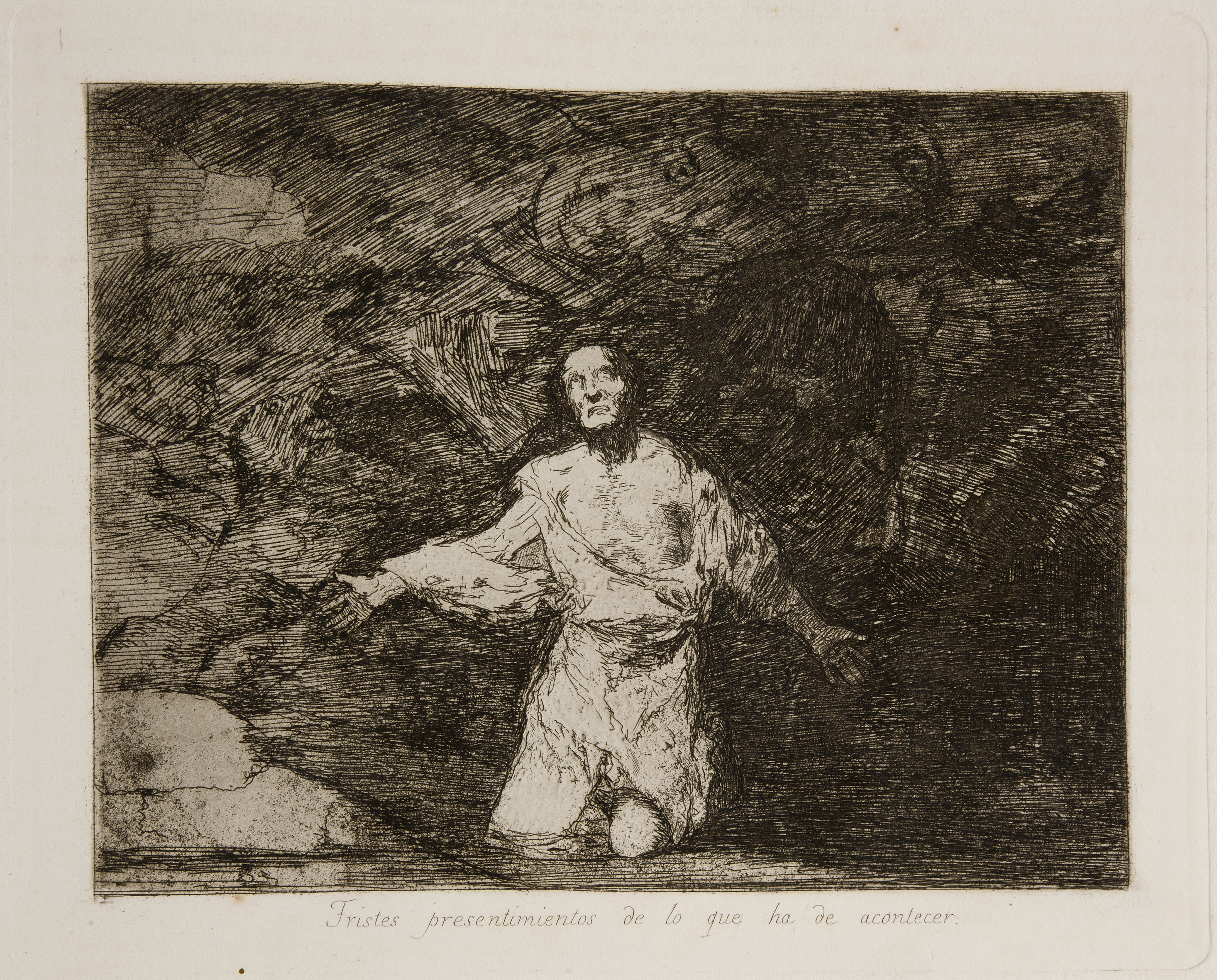
Estampe no 1 : Tristes presentimientos de lo que ha de acontecer (« Mauvais présages »). Cette estampe fait partie des derniers groupes à avoir été exécutés.

Le groupe commence avec Tristes presentimientos de lo que ha de acontecer (« Mauvais présages »), dans laquelle, un homme est à genoux dans le noir, les bras ouverts vers le ciel. L'estampe marque le ton et est immédiatement suivie par un enchaînement de violence de tous types (coups à mains nues ou armés, commis par des hommes ou des femmes et par des Espagnols ou des Français...) et de grande cruauté. Les estampes suivantes décrivent un combat contre les Français qui, selon le critique d'art Vivien Raynor, sont dépeints « plutôt comme des Cosaques, des citoyens à la baïonnette » — Werner Hofmann les décrit lui comme « une machine ou [un] appareil exécutif, opérant de sa propre autorité »—, tandis que les civils espagnols sont montrés « en train d'abattre les Français », sans une once d'héroïsme (à l'exception d'Agustina d'Aragon — voir plus loin). Les estampes nos 31 à 39 s'intéressent aux atrocités commises et sont produites sur le même jeu de plaques que celui sur la famine. D'autres sont basées sur des dessins que Goya avait faits dans ses cahiers : il étudie dans ces études le thème du corps grotesque vis-à-vis de l'iconographie des martyrs et des torturés. Dans son dessin au lavis à l'encre d'Inde On ne peut pas regarder ça (vers 1814-1824), il examine l'idée d'un corps inversé et humilié avec pathos et tragédie, ainsi qu'il le fait à des fins comiques dans El pelele (1791-1792). Hofmann s'attarde sur l'estampe no 26, qui symbolise la gratuité de la cruauté exprimée dans toute la série, avec l'appareil militaire français face à des victimes paniquées, désespérées et condamnées — il fait le parallèle entre une femme qui protège inutilement son enfant et un personnage qui était auparavant un croque-mitaine dans une autre estampe —, où la « lumière est le symbole de la mort mécanique, les ténèbres celui de l'ultime refuge des êtres sans défense ». Dans l'estampe no 27, Caridad, les cadavres semblent plus animés que leurs bourreaux ; Goya veut faire passer, par son titre, l'« indispensable message » que porte sa série — d'ailleurs la silhouette derrière tous les personnages semble être Goya lui-même. Alors que les codes de la peinture d'histoire concèdent aux victimes en situation d'infériorité un reste de dignité, Goya s'en affranchit, mettant tout le monde sur un pied d'égalité — il le rappelle avec l'estampe no 19 dont le titre est sans équivoque : Tous tomberont — et insistant sur l'absence quasi-totale d'héroïsme.
Contrairement à l'art espagnol antérieur à Goya, celui-ci rejette les idéaux de la dignité héroïque. Il refuse que l'on s'attarde sur les individus ; bien qu'il dessine en s'inspirant de sources classiques, ses œuvres font de façon très marquée le portrait de protagonistes comme étant des victimes anonymes plutôt que comme des patriotes connus. Et ce à l'exception de l'estampe no 7, Que valor! (« Quel courage ! »), qui représente Agustina d'Aragon (1786–1857), l'héroïne de Saragosse, qui a apporté de la nourriture aux canonniers sur les murs de défense de la ville pendant le siège qui a vu la mort de 54 000 Espagnols. Quand tous les canonniers ont été tués, Agustina a pris en charge les canons et les a allumés elle-même, en prenant appui sur les cadavres qui jonchent le sol et sous la menace oppressante de l'ennemi, symbolisé par une pyramide en arrière-plan. Bien qu'il soit admis que Goya n'a probablement pas assisté à cet événement, Robert Hughes croit que c'est sa visite à Saragosse lors de l'accalmie entre le premier et le second siège de la ville qui l'aurait inspiré et poussé à réaliser cette série.

#### La famine
| Rassemblées derrières les ruines d'un bâtiment, deux femmes, dont l'une a un enfant dans les bras, déposent une troisième femme, morte, au sol. En arrière-plan, une autre femme est morte. |
| Estampe no 52 : No llegan a tiempo (« Elles n'arrivent pas à temps »). Deux femmes, arrivent après une bataille pour porter secours aux blessés et s'occuper des morts.                     |

| Deux femmes affamées gisent au sol, dont l'une proche de la mort, tandis qu'une troisième est à genoux à leurs côtés offrant un bol à celle qui est le plus mal.           |
| Estampe no 59 : De qué sirve una taza? (« À quoi bon une tasse ? »). Deux femmes sont au sol affamées tandis qu'une troisième tend un bol à la plus mal en point des deux. |

| Sur une butte isolée, trois femmes sont mortes tandis qu'un personnage est debout au milieu, couvrant son visage des mains, en deuil.                     |
| Estampe no 60 : No hay quien los socorra (« Personne n'est là pour les secourir »). Sur une butte, un personnage est en deuil au milieu de femmes mortes. |

| Une femme marche de la droite vers le coin inférieur gauche de la composition. Elle passe devant des dizaines de corps attendant d'être enterrés. Son visage et son corps sont couverts d'une cape. |
| Estampe no 62 : Las camas de la muerte (« Les lits de la mort »). Une femme marche le long de dizaines de corps attendant d'être enterrés.                                                          |

Le deuxième groupe, constitué des estampes 48 à 64, détaille les effets de la famine qui a ravagé Madrid d'août 1811 jusqu'à l'entrée des armées du Duc de Wellington, venu libérer la ville en août 1812. La famine a tué 20 000 personnes dans la capitale pendant ces douze mois,. Après l'enchaînement des images de violence extrême, Goya amène le silence de mort et d'épuisement : dans ces estampes, le point d'attention est déporté des zones d'affrontement dans des régions non spécifiées d'Espagne vers les horreurs plus spécifiques qui ont lieu à Madrid. La famine est le résultat de plusieurs facteurs, notamment par le blocus des accès de la ville par les envahisseurs français, les guérillas espagnoles et les bandits, ce qui empêche tout approvisionnement en nourriture,,.
Goya ne s'attarde pas sur les raisons de la pénurie, et il ne blâme pas non plus l'un ou l'autre des deux camps. Il se concentre plutôt sur les effets qu'elle a eus sur la population. Bien que les images de ce groupe soient basées sur sa propre expérience de Madrid, aucune des scènes ne représente des événements spécifiques, et il n'y a aucun moyen d'identifier leur lieu : Werner Hofmann explique que « l'espace n'existe pas en soi, c'est l'événement figuré que le crée ». L'attention de Goya est ainsi mise sur les masses assombries des morts plutôt que des vivants, sur les hommes ou femmes portant des cadavres de femmes, sur des enfants endeuillés pleurant pour leurs parents morts. Hughes pense que l'estampe no 50, Madre infeliz! (« Malheureuse mère ! »), est la plus puissante et poignante du groupe. Elle suggère que l'espace entre la petite fille pleurnichant et le cadavre de sa mère représente « une obscurité qui semble être l'essence même de la perte et de l'orphelinat. » Dans ces paysages apocalyptiques, Goya utilise le contraste entre la misère et l'aisance pour y inclure des connotations de lutte des classes : c'est notamment frappant dans l'estampe no 61, Si son de otro linaje (« Ils sont d'une autre lignée »), avec une famille de bourgeois se moquant de pauvres mourants ; avec leur accoutrement et leur bicorne en forme de faucille, ils représentent la vanité et la perfection auto-satisfaisante de l'ordre social ignorant la misère et l'agonie du bas-peuple.
L'année de famine s'achève avec les charretées de cadavres pour le cimetière (estampe no 64 : Carretadas al cementerio). C'est la composition qui fait passer le message, plutôt que l'image elle-même : la demi-roue de la charrette est répétée par l'entrée par laquelle on emmène les cadavres ; leur combinaison avec les lignes verticales d'une structure architecturale évoque « un travail à la chaîne que l'on exécute avec une froide impassibilité ». Tandis qu'Alfonso Pérez Sánchez voit dans la beauté du corps de la femme un trait d'humanité, Hofmann y voit lui le même érotisme nécrophile que l'on peut apercevoir dans le Caprice no 9 : Tantale.
Ce groupe a probablement été achevé au début de 1814. La pénurie de matériel pendant la famine doit être prise en compte pour l'application un peu particulière de l'aquatinte dans ces estampes ; Goya était parfois obligé d'utiliser des plaques défectueuses ou de réutiliser de vieilles plaques après les avoir polies au brunissoir.

#### Les Bourbons et le clergé
| Une longue ligne de prisonniers s'étend sur une longue distance, tous attachés par une corde, se traînant au travers de la campagne montagneuse. Certains sont des prêtres dans des habits de civils. |
| Estampe no 70 : No saben el camino (« Ils ne connaissent pas le chemin »). De nombreux prisonniers, attachés par une corde, errent dans la campagne montagneuse.                                      |

| Assis sur une chaise au sommet d'un rocher, un diable ailé monstrueux écrit sur un livre, alors qu'en contrebas, des figures prient ou se plaignent.    |
| Estampe no 71 : Contra el bien general (« Contre le bien commun »). Un diable écrit dans un livre, peut-être un Livre du Destin ou un livre diabolique. |

| Un loup écrit sur un parchemin, avec un moine à ses côtés. De nombreux personnages attendent en ligne derrière eux.                                                                        |
| Estampe no 74 : Esto es lo peor! (« Ça, c'est le pire ! »). Un loup écrit sur un parchemin des ordres qu'il donne à de nombreux malheureux au travers d'un moine qui se tient à ses côtés. |

| Une foule poursuit un énorme oiseau, qui s'échappe en courant sur ses pattes, les ailes ouvertes. Un homme est juste derrière lui, lui piquant le derrière avec une fourche. |
| Estampe no 76 : El buitre carnívoro (« Le rapace carnivore »). La foule chasse un oiseau gigantesque.                                                                        |

Goya passe ensuite, pour les estampes nos 65 à 82, du récit factuel au symbolisme, ce qui rappelle le procédé qu'il avait utilisé pour les Caprices — d'où l'appellation des dernières estampes de la série Caprichos enfáticos (« Les Caprices virulents ou frappants ») dans le titre original de la série.
Réalisées et achevées entre 1813 et 1820, en même temps que la chute puis le retour de Ferdinand VII, ce sont des scènes allégoriques qui critiquent la politique d'après-guerre du gouvernement espagnol, y compris l'Inquisition et sa pratique de la torture lors des procès. Bien que la paix fût bien accueillie, elle produisait un environnement politique qui était, par certains aspects, plus répressifs qu'avant. Le nouveau régime avait étouffé les espoirs des libéraux tels que Goya, qui utilisait ainsi le terme « conséquences fatales » pour décrire la situation dans le titre complet de la série des Désastres de la guerre,. Hughes l'appelle quant à lui le groupe des « Désastres de la paix ».
Après les six ans de monarchie absolue qui ont suivi le retour au trône de Ferdinand, Rafael del Riego lance le 1er janvier 1820 une révolte armée dans l'intention de restaurer la constitution espagnole de 1812 et abolir l'Inquisition. En mars, le roi est forcé d'accepter, mais en septembre 1823, après la période instable du Triennat libéral, une expédition française soutenue par la Quintuple alliance traverse l'Espagne pour libérer Ferdinand et destituer le gouvernement ; l'Inquisition est rétablie et les Libéraux sont chassés (d'où l'exil de Goya en France l'année suivante). Les dernières estampes n'ont probablement pas été achevées avant que la constitution soit restaurée, mais elles l'ont certainement été avant le départ de Goya pour la France en mai 1824. Leur balance entre optimisme et cynisme les rend difficiles à relier à des moments particuliers, en cette époque d'enchaînement d'événements marquants.

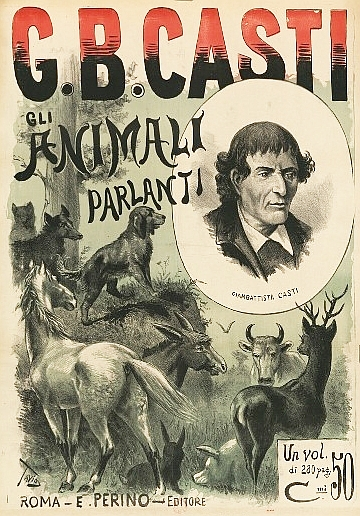
Édition de 1890 des Animaux parlants de Giovanni Battista Casti ; des fables qui ont grandement influencé l'imagerie de Goya.

Plusieurs de ces images reviennent au style burlesque sauvage vu dans les Caprices. L'estampe no 75, Farándula de charlatanes (« Troupe de charlatans »), montre un prêtre avec la tête d'un perroquet se produisant devant un public d'ânes et de singes. Dans l'estampe no 77, Que se rompe la cuerda! (« Que casse la corde ! »), un pape marchant sur une corde tendue a été prudemment « réduite » à un cardinal ou à un évêque dans l'estampe publiée en 1863. Certaines estampes montrant des scènes d'animaux semblent provenir des Gli animali parlanti (Les Animaux parlants), des fables satiriques de Giovanni Battista Casti publiées en italien en 1802 — l'équivalent de La Ferme des animaux pour l'époque. Dans l'estampe no 74, le loup, qui représente un ministre, cite la fable — « Misérable humanité, c'est de ta faute » — et signe du nom de Casti. L'estampe « met la responsabilité pour la barbarie des dirigeants sur leur acceptation par les victimes. »

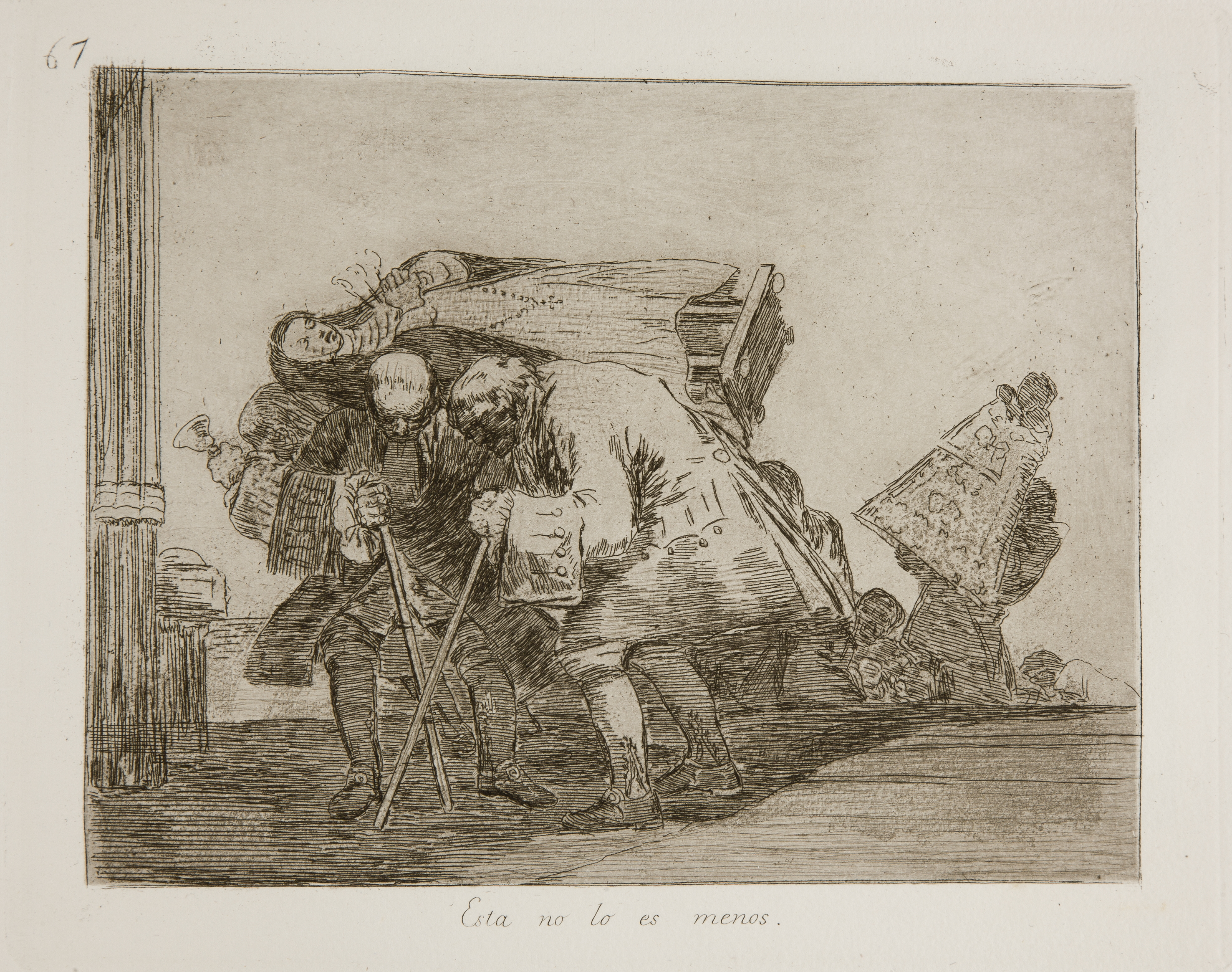
Estampe no 67 : Esta no lo es menos? (« Celle-ci [dévotion] ne l'est pas moins »)

Plusieurs estampes de ce groupe révèlent le scepticisme de Goya envers l'idolâtrie des images religieuses. L'iconographie chrétienne primitive, en particulier des statues et des images de procession religieuse y sont moquées et dénigrées. L'estampe no 67, Esta no lo es menos (« Celle-ci [dévotion] ne l'est pas moins »), montre deux statues portées par des membres du clergé voûtés. L'un d'elles est identifiable comme étant la Vierge de la solitude. Dans l'image de Goya, la statue n'est pas portée verticalement comme lors d'une procession triomphale, mais est posée à plat et sans dignité sur le dos de deux vieillards. Montré horizontalement, l'objet perd son aura et devient un objet quelconque. Les critiques d'art Victor Stoichita et Anna Maria Coderch expliquent que « c'est en effet une image déchue, renversée, dépourvue de ces pouvoirs et de ses connotations. » Goya donne une opinion générale : les tentatives de l'Église de soutenir et de restaurer les Bourbons ont été « illusoires, puisque ce qu'ils ont proposé n'était rien d'autre que l'adoration d'une forme vide ».

#### Allégorie finale
Goya marque une rupture avec le récit des événements et fait un résumé symbolique de « ce pandémonium qui détermina pendant des années la vie quotidienne en Espagne » avec des paraboles énigmatiques. Ainsi, l'édition publiée des Désastres de la guerre finit comme elle commence : avec le portrait d'une figure seule, agonisante. Les deux dernières estampes montrent une femme portant une couronne de fleurs, et semblent se vouloir une personnification de l'Espagne, la Vérité, ou la constitution espagnole de 1812 — que le roi a rejetée en 1814. Dans l'estampe no 79, Murió la Verdad (« La Vérité est morte »), elle repose, morte, tandis que la foule, au lieu d'admirer un miracle, a un mouvement de recul dégoûté pendant que deux moines s'apprêtent à l'enterrer : Goya « prend parti contre les puissances obscures et leurs machinations ».
Dans l'estampe no 80, Si resucitará? (« Va-t-elle ressusciter ? »), la Vérité est montrée allongée sur le dos, le buste découvert, baignée dans un halo de lumière et entourée d'une foule de « moines et de monstres » qui se moquent d'elle,,. Rien ne semble indiquer qu'elle ressuscitera : la fin reste ouverte et Goya jette ici une once d'espoir, qui dépend d'événements à venir, car pour l'instant le futur repose entre les mains des fossoyeurs.
C'est ainsi que s'achève le jeu d'estampes numéroté qu'a donné Goya à son ami Ceán Bermúdez. Mais ce dernier en ajoute deux, dont la première évoque, au travers d'un monstre, les horreurs que les Hommes ont infligées à leurs semblables. Dans l'estampe no 82, Esto es lo verdadero (« Voici la vraie manière »), la Vérité revient et est à nouveau alimentée par un sein et représente apparemment la paix et l'abondance ; elle fait ici face à un paysan. Cette vision utopique est à rapprocher avec l’Allégorie de l'Agriculture.
Werner Hofmann fait le rapprochement entre la femme représentant la personnification de l'Espagne et la femme de La Porteuse d'eau, dernière étape de quatre peintures (avec successivement Allégorie de la ville de Madrid, Allégorie de la Constitution de Cadix et Jeune femme lisant une lettre) qui sont, selon lui, « les quatre étapes d'une transformation qui conduit d'une proclamation abstraite à une vérité concrète, absolument temporelle. » Elle fait partie des « icônes de l'heure historique, dont les Désastres de la guerre projettent le film : symbole et récit s'ordonnent l'un à l'autre dans un rapport de complémentarité. »
Les quatre dernières estampes marquent ainsi l'engagement de son auteur dans la destinée immédiate de l'Espagne. Bien qu'il semble avoir hésité entre deux fins — l'une optimiste et l'autre pour laquelle il n'avance aucune opinion sur ce qu'il va se passer. Quoi qu'il en soit, il suit les codes de la peinture religieuse pour les discréditer. À propos des deux dernières estampes, Licht écrit « La main [de Goya] par ailleurs autoritaire commence ici à hésiter, et il crée les deux planches les plus faibles de la série. C'est peut-être en ceci que repose sa force : il ne peut pas se tromper à lui-même. »

### Liste complète
- no 1 : Tristes presentimientos de lo que ha de acontecer (voir estampe)
- no 2 : Con razon ó sin ella (voir estampe)
- no 3 : Lo mismo (voir estampe)
- no 4 : Las mugeres dan valor (voir estampe)
- no 5 : Y son fieras (voir estampe)
- no 6 : Bien te se está (voir estampe)
- no 7 : Que valor! (voir estampe)
- no 8 : Siempre sucede (voir estampe)
- no 9 : No quieren (voir estampe)
- no 10 : Tampoco (voir estampe)
- no 11 : Ni por esas (voir estampe)
- no 12 : Para eso habeis nacido (voir estampe)
- no 13 : Amarga presencia (voir estampe)
- no 14 : Duro es el paso! (voir estampe)
- no 15 : Y no hai remedio (voir estampe)
- no 16 : Se aprovechan (voir estampe)
- no 17 : No se convienen (voir estampe)
- no 18 : Enterrar y callar (voir estampe)
- no 19 : Ya no hay tiempo (voir estampe)
- no 20 : Curarlos, y á otra (voir estampe)
- no 21 : Será lo mismo (voir estampe)
- no 22 : Tanto y mas (voir estampe)
- no 23 : Lo mismo en otras partes (voir estampe)
- no 24 : Aun podrán servir (voir estampe)
- no 25 : Tambien estos (voir estampe)
- no 26 : No se puede mirar (voir estampe)
- no 27 : Caridad (voir estampe)
- no 28 : Populacho (voir estampe)
- no 29 : Lo merecia (voir estampe)
- no 30 : Estragos de la guerra (voir estampe)
- no 31 : Fuerte cosa es! (voir estampe)
- no 32 : Por que? (voir estampe)
- no 33 : Que hai que hacer mas? (voir estampe)
- no 34 : Por una nabaja (voir estampe)
- no 35 : No se puede saber por que (voir estampe)
- no 36 : Tampoco (voir estampe)
- no 37 : Esto es peor (voir estampe)
- no 38 : Bárbaros! (voir estampe)
- no 39 : Grande hazaña, con muertos (voir estampe)
- no 40 : Algun partido saca (voir estampe)
- no 41 : Escapan entre las llamas (voir estampe)
- no 42 : Todo va revuelto (voir estampe)
- no 43 : Tambien esto (voir estampe)
- no 44 : Yo lo vi (voir estampe)[65]
- no 45 : Y esto tambien (voir estampe)
- no 46 : Esto es malo (voir estampe)
- no 47 : Así sucedió (voir estampe)
- no 48 : Cruel lástima! (voir estampe)
- no 49 : Caridad de una muger (voir estampe)
- no 50 : Madre infeliz! (voir estampe)
- no 51 : Gracias á la almorta (voir estampe)
- no 52 : No llegan á tiempo (voir estampe)
- no 53 : Espiró sin remedio (voir estampe)
- no 54 : Clamores en vano (voir estampe)
- no 55 : Lo peor es pedir (voir estampe)
- no 56 : Al cementerio (voir estampe)
- no 57 : Sanos y enfermos (voir estampe)
- no 58 : No hay que dar voces (voir estampe)
- no 59 : De qué sirve una taza? (voir estampe)
- no 60 : No hay quien los socorra (voir estampe)
- no 61 : Si son de otro linage (voir estampe)
- no 62 : Las camas de la muerte (voir estampe)
- no 63 : Muertos recogidos (voir estampe)
- no 64 : Carretadas al cementerio (voir estampe)
- no 65 : Qué alboroto es este? (voir estampe)
- no 66 : Extraña devocion! (voir estampe)
- no 67 : Esta no lo es menos (voir estampe)
- no 68 : Que locura! (voir estampe)
- no 69 : Nada. Ello dirá (voir estampe)
- no 70 : No saben el camino (voir estampe)
- no 71 : Contra el bien general (voir estampe)
- no 72 : Las resultas (voir estampe)
- no 73 : Gatesca pantomima (voir estampe)
- no 74 : Esto es lo peor! (voir estampe)
- no 75 : Farándula de charlatanes (voir estampe)
- no 76 : El buitre carnívoro (voir estampe)
- no 77 : Que se rompe la cuerda! (voir estampe)
- no 78 : Se defiende bien (voir estampe)
- no 79 : Murió la Verdad (voir estampe)
- no 80 : Si resucitará? (voir estampe)
- no 81 : Fiero monstruo! (voir estampe)
- no 82 : Esto es lo verdadero (voir estampe)

## Technique et production

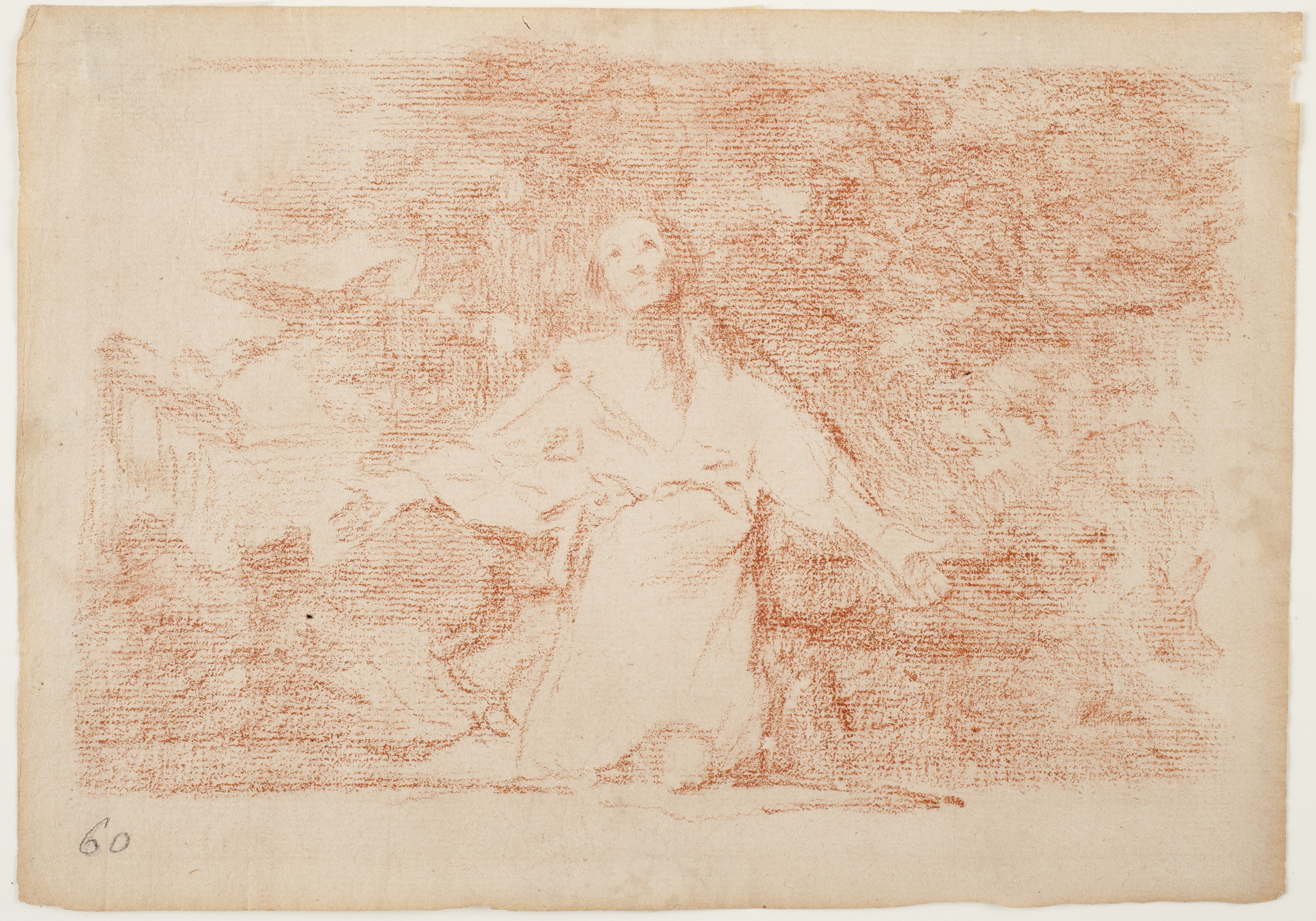
Dessin préparatoire à l'estampe no 1 : Tristes presentimientos de lo que ha de acontecer (musée du Prado).

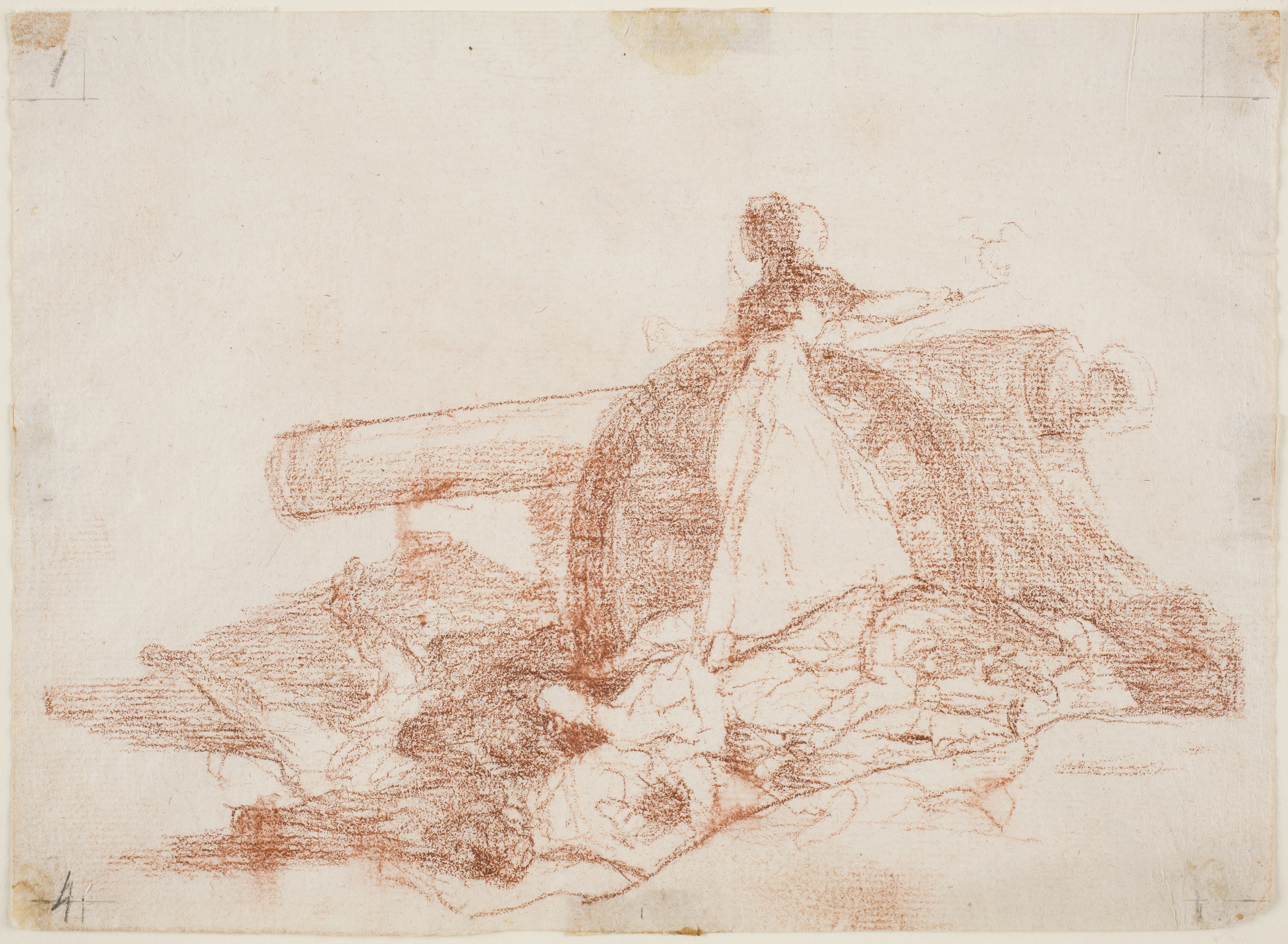
Dessin préparatoire à l'estampe no 7 : Que valor! (musée du Prado).

La plupart des dessins préparatoires de Goya, généralement exécutés à la sanguine, ont survécu et sont numérotés différemment des estampes publiées. Il a produit deux albums préparatoires — en plus de divers essais d'impression isolés — desquels un seul est achevé. L'album complet est constitué de 85 œuvres, dont trois petits Prisonniers, réalisés en 1811, qui ne font pas partie de la série. Goya a donné la copie de l'album complet à son ami Juan Agustín Ceán Bermúdez, et l'a intitulé Fatales consecuencias de la sangrienta guerra en España con Buonaparte. Y otros caprichos enfáticos, ce qui laisse à penser que le titre Les Désastres de la guerre est une allusion aux Misères de la guerre de Jacques Callot,. Il contient un frontispice avec une inscription de la main de Goya, une signature au recto et au verso, ainsi que la liste numérotée des titres des estampes, écrite par Goya. Ces titres ont été copiés par Ceán Bermúdez sur les plaques pour l'édition de 1863. Cette année-là, 80 des estampes étaient passées du fils de Goya, Javier — qui les avait gardées à Madrid après que son père avait quitté l'Espagne —, à l'Académie royale des beaux-arts Saint-Ferdinand, de laquelle Francisco de Goya avait été le directeur. La comparaison des épreuves de Ceán et les titres des estampes révèle des changements dans les inscriptions en termes d'orthographe, de ponctuation et de phrasé. Ces modifications ont parfois altéré le sens du sujet, comme dans l'estampe no 36 : dans toutes les estampes imprimées, le titre donné est Tampoco (« non-plus »), tandis que les épreuves initiales portent celui de Tan poco (« si peu »),.
La préparation de l'édition de l'Académie royale a été confiée aux graveurs Carlos de Haes et Domingo Martínez, qui ont retouché certaines plaques, effacé la partie inférieure de certaines d'entre elles pour y graver la légende ; selon Javier Blas, ces modifications ont été moins importantes que ce qu'on affirmé certains critiques. Il est à noter que la nécessité même de devoir les préparer permet de déduire que Goya n'avait probablement pas souhaité publier la série ; la série est passée sous presse à la façon de 1863-1864 et non comme Goya le faisait, ce qui provoque une perte d'intensité dans les contrastes.
Au fur et à mesure que Goya avance dans la réalisation de sa série, il commence à expérimenter des manques de papier et de plaques de cuivre de bonne qualité et se voit forcé de franchir, selon les mots de Juliet Wilson-Bareau, « le palier drastique » de détruire deux paysages en cours, desquels très peu d'impressions avaient été faites. Elles ont été coupées à la moitié pour produire quatre des plaques des Désastres de la guerre,. La résine servant à l'aquatinte était également très difficile à trouver, de même qu'un vernis adéquat à cette technique. C'est aussi en partie pour ces raisons que la taille et la forme des plaques varie, allant d'un petit 142 × 168 mm à un plus grand 163 × 260 mm.
Goya a terminé 56 plaques lors de la guerre d'indépendance espagnole, lesquelles sont souvent vues comme des témoignages directs. Un dernier lot — qui inclut la plaque no 1, plusieurs du milieu de la série et les 17 dernières — a semble-t-il été produit après la fin de la guerre, quand les matériaux de bonne qualité étaient redevenus abondants. Les titres de certaines estampes, écrites en dessous de celles-ci, indiquent sa présence : Je l'ai vu et On ne peut pas regarder,. Bien qu'il ne soit pas clair de l'étendue des événements dont Goya a été réellement le témoin, il y a un consensus reconnaissant qu'il devrait l'avoir été pour la plupart des événements dépeints dans les deux premiers groupes. On sait qu'un certain nombre d'autres scènes lui ont été rapportées par de tierces personnes. On sait qu'il a utilisé un carnet de dessin quand il visitait les lieux de bataille ; à son studio, il se met à travailler sur les plaques une fois qu'il a réfléchi au moyen de leur donner un sens. Tous les dessins sont faits sur le même papier et toutes les plaques sont uniformes.
Les titres d'un certain nombre de scènes vont de pair ou forment un ensemble, même si les scènes elles-mêmes ne sont pas relatées. D'autres plaques montrent des scènes du même événement, comme dans les estampes nos 46 et 47 (C'est mauvais et Voilà comment c'est arrivé), dans lesquelles un moine est tué par des soldats français pillant des églises ; c'est d'ailleurs une rare image empathique pour le clergé, que Goya montre d'habitude du côté de l'oppression et de l'injustice.
L'album de Bermúdez a été emprunté par l'Académie pour l'édition de 1863. Les titres originaux et autres notes ont été copiées sur les plaques, incluant même les fautes d'orthographe de Goya. L'un des titres a été changé ; une plaque a été retravaillée, et l'impression des plaques a été faite avec beaucoup plus d'encre que ce qui a été utilisé sur les épreuves d'essai, en accord avec les us du milieu du XIXe siècle. L'album de Bermúdez est considéré comme ayant une « importance unique [...] car il montre la série telle que Goya aurait essayé de la publier, avec des plaques imprimées tel qu'il a essayé le faire. » Il y a ainsi une distinction à faire entre l'édition publiée en 1863, avec 80 estampes, et la série complète de l'album, qui en a 82 (si l'on ignore les Prisonniers).
Les Désastres de la guerre n'ont pas été publiés du vivant de l'artiste, probablement par peur des répercussions politiques de la part du régime répressif de Ferdinand VII,. Certains historiens de l'art suggèrent qu'il ne les a pas publiés parce qu'il était sceptique sur l'utilisation de ces images à des fins politiques, et les voyait peut-être plus comme des réflexions personnelles ; beaucoup, cependant, pensent que l'artiste préférait attendre de pouvoir les rendre publics sans qu'ils ne souffrent de la censure,.
Quatre autres éditions sont publiées, pour un total de plus de 1 000 impressions de chaque plaque, quoique toutes ne l'ont pas été de la même qualité. Comme dans d'autres séries, les dernières impressions montre des traces d'usure sur l'aquatinte. L'édition de 1863 avait produit 500 impressions, et avant celle de 1892 (qui en a eu 100), les plaques avaient probablement été « aciérees » pour se prémunir contre leur usure. Les autres éditions sont de 1903 (100), 1906 (275) et 1937. Plusieurs jeux d'estampes ont été séparés, et beaucoup de collections privées possèdent encore quelques-unes de ces estampes manquantes, tandis que des exemplaires d'estampes des dernières impressions sont disponibles sur le marché de l'art.
En 1873, le romancier Antonio de Trueba publie des Mémoires fictives du jardinier de Goya, Isidro, sur la genèse de la série. Il prétend avoir parlé à Isidro en 1836, quand le jardinier se rappelait avoir accompagné Goya sur la colline de Príncipe Pío à Madrid pour y faire les esquisses des victimes des exécutions du 3 mai 1808, Les spécialistes de Goya sont sceptiques sur le compte-rendu, Nigel Glendinning le décrivant comme étant une « fantaisie romantique » en détaillant ses nombreuses inexactitudes.

## Analyse et interprétation

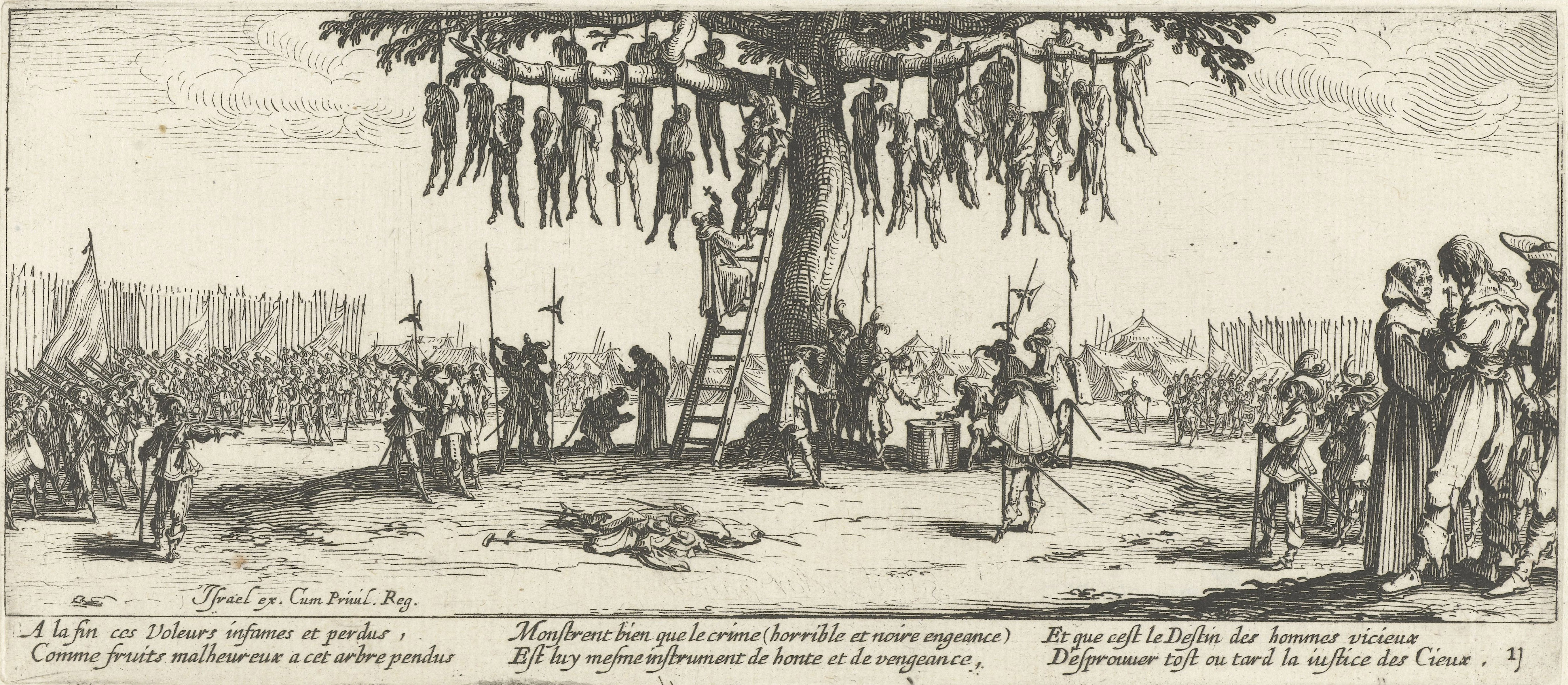
La Pendaison, une estampe du français Jacques Callot tirée de la série Les Grandes Misères de la guerre. Il est très probable que les eaux-fortes de Callot d'une armée désordonnée ont été une grande influence sur Goya,.

Dans les Désastres de la guerre, Goya n'excuse en rien les massacres arbitraires — les plaques sont dépourvues de consolation ou d'ordre divin, ou encore de notion de justice humaine. C'est en partie dû à l'absence de mélodrame ou d'une analogie qui permettrait de mettre une distance entre le spectateur et la brutalité du sujet, comme on le trouve dans les martyres du baroque. De plus, Goya refuse d'offrir au spectateur la stabilité et le confort d'une narration traditionnelle. Au lieu de cela, ses compositions tendent à mettre en lumière les aspects les plus perturbants de ses scènes.
Les images des Désastres de la guerre sont inquiétées par des corps décharnés, des membres non identifiés, la castration et l'abjection féminine. Il y a des connotations d'érotisme noir dans plusieurs estampes. Connell note par exemple la sexualité intrinsèque de l'image de l'estampe no 7 — Agustina d'Aragon mettant le feu à un long canon. L'historien de l'art Lennard Davis suggère que Goya était fasciné par les « démembrements érotiques » pendant que Hughes mentionne l'estampe no 10, qui montre une femme portée par la mâchoire d'un cheval. Pour lui, l'euphorie de la femme suggère, parmi d'autres sens possibles, l'orgasme. Hofmann voit dans l'estampe no 11, Ni por esas, la « concupiscence masculine invétérée de la chair [muée en] expression suprême de la possession et du plaisir sensuel de tuer. »
Les estampes montrent des espaces sans limites fixes ; le désordre s'étend hors du cadre de l'image, et dans toutes les directions. Ainsi, elles expriment la gratuité de la violence et leur immédiateté et brutalité que l'on a décrites comme analogues au photojournalisme des XIXe et XXe siècles. Selon Robert Hughes, tout comme sa série antérieure des Caprices, Les Désastres de la guerre ont probablement été voulus comme un « discours social », des satires sur « l'hystérie, le diabolique, la cruauté et l'irrationalité [et] l'absence de sagesse » qui prévalaient alors dans l'Espagne de Napoléon, et plus tard sous l'Inquisition. Il est évident que Goya voyait la guerre d'indépendance espagnole sans illusions, et désespérait autant de la violence autour de lui que du manque d'idées libérales qu'il croyait être remplacées par une certaine irrationalité militante. Hughes pense que la décision de Goya de rendre ces idées et ces images au travers d'estampes — qui par définition sont alors dépourvues de couleur —, indique le sentiment d'un grand désespoir.
Son message d'homme d'âge mûr est contraire aux considérations humanistes de l'Homme intrinsèquement bon, mais facilement corrompu. Il semble dire que la violence lui est au contraire innée, « forgée dans la substance de ce que, depuis Freud, nous appelons l’Id. » Hughes pense que finalement, il n'y a que l'acceptation d'un vide violé de notre nature déchue ; une idée qu'il représente par la peinture du Chien, « dont le maître est autant absent que Dieu l'est de Goya ». L'approche de Goya est différente en ceci qu'il attache une plus grande importance à la raison qu'à l'émotion : il ne cherche pas à imposer son opinion au spectateur mais l'invite à réfléchir par lui-même ; elle est ainsi des plus matures, représentant la guerre dans des termes humains plutôt que patriotiques.

## Postérité

### Provenance et conservation
À la suite du retour de Ferdinand VII et de l'Inquisition, une répression extrêmement forte est menée contre les libéraux et les afrancesados. Cela a pour conséquence que ces estampes, que Goya a tout de même imprimées, n'ont jamais été publiées du vivant de son auteur. Ainsi, quand Goya se voit forcé de fuir, prétextant un traitement à suivre en France, il donne les cuivres de la série à son fils Francisco Javier, qui les conserve jusqu'à sa mort.
L'Académie royale des beaux-arts Saint-Ferdinand les obtient[Quand ?] et les fait imprimer pour la toute première fois en 1863, à cent exemplaires.
Cette institution conserve les tirages de cette édition, tandis que le musée du Prado en conserve les plaques et en a tiré des exemplaires[Quand ?][réf. nécessaire].
Le Museo del Grabado de Goya à Fuendetodos, la bibliothèque nationale de France à Paris et le Metropolitan Museum of Art à New York conservent aussi de façon permanente une édition complète des estampes.

### Postérité de l'œuvre

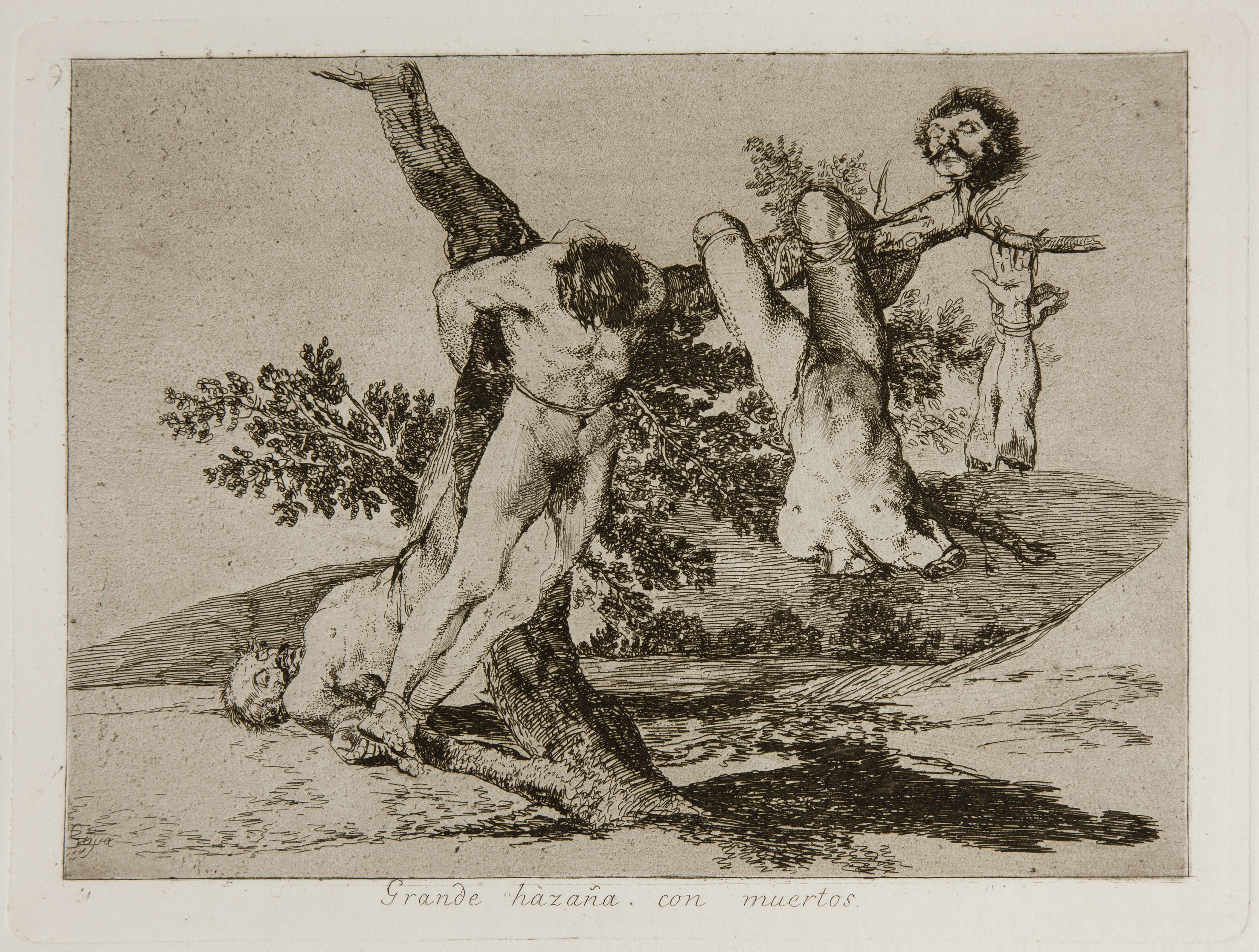
Plaque no 39 : Grande hazaña! Con muertos! (Authentique exploit ! Avec des morts !).

En butte à des difficultés techniques dues à l'approvisionnement en temps de guerre et dans une volonté d'innover techniquement, Goya est le premier à utiliser la technique du lavis dans l'histoire de la gravure espagnole : il pose ainsi les fondations de la gravure contemporaine. Goya est fréquemment placé sur un pied d'égalité avec Rembrandt pour sa contribution dans le développement de l'art de l'eau-forte,.
Bien qu'étant l'une des œuvres d'art les plus résolument anti-guerre, Les Désastres de la guerre n'a eu aucun impact sur la conscience européenne des deux générations suivant sa publication. Elle n'était en effet pas vue hors d'un petit cercle d'initiés en Espagne jusqu'à ce qu'elle soit publiée par l'Académie royale des beaux-arts Saint-Ferdinand en 1863.
Depuis lors, des études dans différents domaines ont reflété les sensibilités de l'époque. Goya était vu comme un proto-romantique du début du XIXe siècle, et les carcasses démembrées au rendu si graphique de cette série ont eu un impact direct sur l'art de Théodore Géricault, plus connu pour son œuvre très chargée politiquement : Le Radeau de La Méduse (1818–1819). Luis Buñuel s'identifiait au sens de l'absurde de Goya et faisait des références à ses œuvres dans des films tels que L'Âge d'or (1930), dans lequel il a collaboré avec Salvador Dalí, et dans L'Ange exterminateur (1962).
L'impact sur le peintre espagnol du XXe siècle est évident dans Construction molle aux haricots bouillis, peinte en 1936 en réponse aux événements menant à la guerre civile espagnole. Ici, les membres distordus, la suppression brutale, les expressions d'agonie et les nuages menaçants sont une réminiscence de la plaque no 39, Grande hazaña! Con muertos! (Authentique exploit ! Avec des morts !), dans laquelle des corps mutilés sont montrés contre un paysage aride en arrière-plan.
Plusieurs planches de la série Les Désastres de la guerre de Goya (notamment les numéros 16, 25, 37 et 39) sont appropriés dans le panneau droit du diptyque Bolivar, luz y penumbras (Goya)  du peintre péruvien Herman Braun-Vega. Combinées avec le portrait du roi Ferdinand VII réalisé par Goya, elles contribuent à représenter l'oppression et la violence du pouvoir colonial et néocolonial dans le panneau droit intitulé Ferdinand VII d'Espagne et les désastres de la guerre, tandis que le panneau gauche Bolivar à Cuzco en 1824 représente les idéaux de Bolívar pour l'Amérique latine. Ce diptyque fait partie de la collection du Museo del Chopo à Mexico.
En 1993, Jake et Dinos Chapman du mouvement Young British Artists créent 82 sculptures miniatures ressemblant à des jouets et modelant les Désastres de la guerre. Les œuvres ont été acclamées et achetées la même année par la galerie Tate. Pendant des décennies, la série d'eaux-fortes de Goya a servi de point de référence constant aux frères Chapman ; ils ont notamment créé plusieurs variations basées sur la plaque Grande hazaña! Con muertos!. En 2003, les frères Chapman exposent une version retravaillée des Désastres de la guerre : ils ont acheté un jeu complet d'estampes, sur lesquelles ils ont dessiné et collé des clowns démoniaques et autres têtes de poupées. Ils décrivent leurs images « rectifiées » comme étant une connexion entre la soi-disant introduction des idéaux des Lumières de Napoléon dans l'Espagne du XIXe siècle et Tony Blair et George W. Bush prétendant apporter la démocratie en Irak.